# Borstellijstergaai
De borstellijstergaai (Trochalopteron lineatum; synoniem: Garrulax lineatus) is een zangvogel uit de familie Leiothrichidae.

## Verspreiding en leefgebied
Deze soort komt voor van Oezbekistan tot de Himalaya en telt vijf ondersoorten:
- T. l. bilkevitchi: zuidelijk Tadzjikistan, Afghanistan en westelijk Pakistan.
- T. l. schachdarense: van zuidoostelijk Oezbekistan tot zuidoostelijk Tadzjikistan.
- T. l. gilgit: noordoostelijk Afghanistan en noordelijk Pakistan.
- T. l. lineatum: de noordwestelijke Himalaya.
- T. l. setafer: de centrale Hiamalaya.

## Status
De grootte van de populatie is niet gekwantificeerd maar de soort wordt omschreven als algemeen. Op de Rode lijst van de IUCN heeft deze soort de status niet bedreigd.